# A rémület ivadékai
A rémület ivadékai (Contamination, Alien: Contaminaton, Toxic Spawn) egy 1980-ban bemutatott színes olasz-NSZK sci-fi horror. A film egy évvel  A nyolcadik utas: a Halál után került bemutatásra és sok hasonlóság mutatkozik a két film között. Magyarországon a 80-as években jelent meg VHS-en ezen a címen, hangalámondásos változatban.

## Történet
|  | Alább a cselekmény részletei következnek! |

A film New Yorkban kezdődik ahol egy ismeretlen teherszállító hajó jelenik meg a kikötőben. A rendőrség Tony Aris (Marino Masé) hadnagy élén elkezdi vizsgálni a hajót. Megtalálják az hajónaplót, amelyből kiderül, hogy a hajó Dél-Amerikából érkezett és kávét szállít. Ezután találják meg a legénységet holtan (az áldozatok mellkasa szétrobbant). A hajó rakterében megtalálják a szállítmányt is, ám abban nem kávét hanem focilabda méretű tojásokat fedeznek fel. Az egyik tojás – vizsgálatkor – felrobban, aminek következtében Tony-n kívül mindenki meghal.
Az ügyet a Nemzetbiztonsági ügynökség veszi át, Stella Holmes (Louise Marleau) ezredes vezetésével. A hivatal elkeríti Tony-t, akit Stella kihallgat. Miután elmondja a látottakat egy csapattal együtt elmegy a hajóra, ahol a felrobbant tojást begyűjtik, a többit pedig lefagyasztják. A hivatal megállapítja hogy a tojásban nagy erejű sav van, amely ha életformával érintkezik, akkor azt felrobbantja. Eközben megtalálják azt a helyet is ahova eredetileg szállították volna a tojásokat. Egy kommandóscsoportot küldenek a raktárhoz, akik azonban már késve érkeznek: több száz tojást találnak, valamint néhány holttestet, akik feltehetőleg őrizték ezeket. Mielőtt azonban elkaphatták volna őket öngyilkosok lettek azzal, hogy szétlőtték az egyik tojást.
A megmaradt tojásokat két lángszórós a helyszínen elégeti. A labor eközben megállapítja, hogy a tojások másik bolygóról vannak, azonban arra nincs ötletük, hogyan kerültek a Földre. Stellának eszébe jut a „Mars expedíció”. Miután az űrhajó visszatért a Marsról az egyik űrhajós megörült, míg a másik két hónappal később eltűnt.

Ian Hubbard kapitánynál (Ian McCulloch)

Stella felkeresi Ian Hubbard kapitányt (Ian McCulloch), aki először nem is akarja látni a nőt(Stella volt ugyanis az első ember, aki azt hangsúlyoztatta, hogy Hubbard bolond. Azóta Iant felfüggesztették, alkoholista lett és lezüllött). Stella beismeri, hogy hibázott és Ian segítségét kéri az ügy kinyomozásához. A férfi elmeséli a Marson történteket: a társával egy jeges területen landoltak, ahol volt egy barlang. A barlangban rengeteg tojásra bukkantak, ám egyszer csak elkezdett világosodni,  majd Ian társa hipnózisba esett.
A dolgok alakulása miatt a hadsereget is érdekleni kezdik a történtek, ezért hetvenkét órát adnak Stellának, hogy megtalálja a tojások forrását, aki szerint a tojások Kolumbia-ban vannak. Magával viszi Tony-t és bár Ian először nem akar menni, végül (Stella biztatására) csatlakozik hozzájuk. Nem sokkal később fény derül arra hogy Hubbard egykori társa Hamilton (Siegfried Rauch) él. A férfi parancsot ad a trió likvidálására. Tony és Ian éppen távozni készül a szállodából, ahol megszálltak, amikor a fürdeni készülő Stella észrevesz egy tojást a fürdőjében. Mivel a szoba ajtajai rázárták, sikoltozni kezd. Ian és Tony a porta felé tartva hallja meg a nő sikolyait, akit az ajtó betörésével sikerül megmenteniük. Miután megtalálják a helyet, ahonnan a rakomány való kidolgoznak egy tervet: Ian repülővel fog a terület felett körözni, amíg Stella és Tony kikérdezik a telep tulajdonosát. A terv zökkenőmentesen megy, ám Ian gépe elromlik és kényszerleszállást hajt végre a telep közepén. Gyalog folytatja útját, ám észre veszi, hogy vegyvédelmi ruhás emberek az ültetvényekről kávé helyett tojásokat szednek le. Az egyik embert leüti, felveszi a ruháját és elveszi fegyverét is, majd a többieket követve eljut a telep vezetőjéhez, aki megfenyegeti. Közli, hogy Stelláékat elkapták, és ha nem hagyja el a területet akkor feláldozzák őket a „szörnynek”. Ian fegyverrel utasítja a nőt, hogy vezesse oda hozzájuk. Végigmennek a laboron, ahol tudósok kísérleteket végeznek a tojásokon. Amikor beérnek az egyik helységbe a vezető elkiáltja magát, majd tűzharc alakul ki Ian és az őrök között, akiket úgy győz le, hogy szétlövi a tojásokat tároló terráriumokat. Közben Hamilton is megjelenik és Tony-t feláldozzák a szörnynek. Miután kifogy a géppisztolya, Ian tovább megy, majd megtalálja Stellát, akit még meg tud menteni, ám ekkor jelenik meg Hamilton, akivel verekedni kezd és Hamilton marad alul. A szörny hipnotizálta Stellát így az közeledik felé, de Ian még időben megfogja és egy jelzőpisztollyal szemen lövi a szörnyet ami így elpusztul. 
A duó menekülne, de Hamilton feltápászkodik fegyverrel a kezében. Ekkor hirtelen Hamilton elkezd duzzadni, és rájön, hogy egy lett a szörnnyel. Pár pillanattal később felrobban. A helyszínen megjelenik a hadsereg is, és a maradék túlélőket kimenekítik. Stella és Hubbard együtt térnek vissza az Egyesült Államokba.
A záró jelentben egy New York-i utcát láthatunk, ahol az egyik szemetesben van egy „aktív” tojás.      
|  | Itt a vége a cselekmény részletezésének! |

## Szereplők
- Ian McCulloch...	 Ian Hubbard kapitány
- Louise Marleau...	 Stella Holmes ezredes
- Marino Masé...	 Tony Aris hadnagy
- Siegfried Rauch...	 Hamilton
- Gisela Hahn...	 Perla de la Cruz
- Carlo De Mejo...	 Young ügynök
- Carlo Monni...	 Dr. Turner

## Bakik
- Amikor Hubbard mesél a Marson történtekről, azt mondja, hogy a tojások olyan zöldek voltak, mint a fényképen. Ezt képtelenség megállapítani, mivel a fénykép fekete-fehérek.
- A labor jelenetnél, amíg a savat egy patkányba fecskendezik, látszik, ahogy a tű elhajlik. Ezzel is jelezve hogy gumiból volt.
- Miután a raktárban öngyilkosságot követnek el a csempészek, az egyikőjük pislog, pedig akkor már halott.